# 伯爾尼丘陵

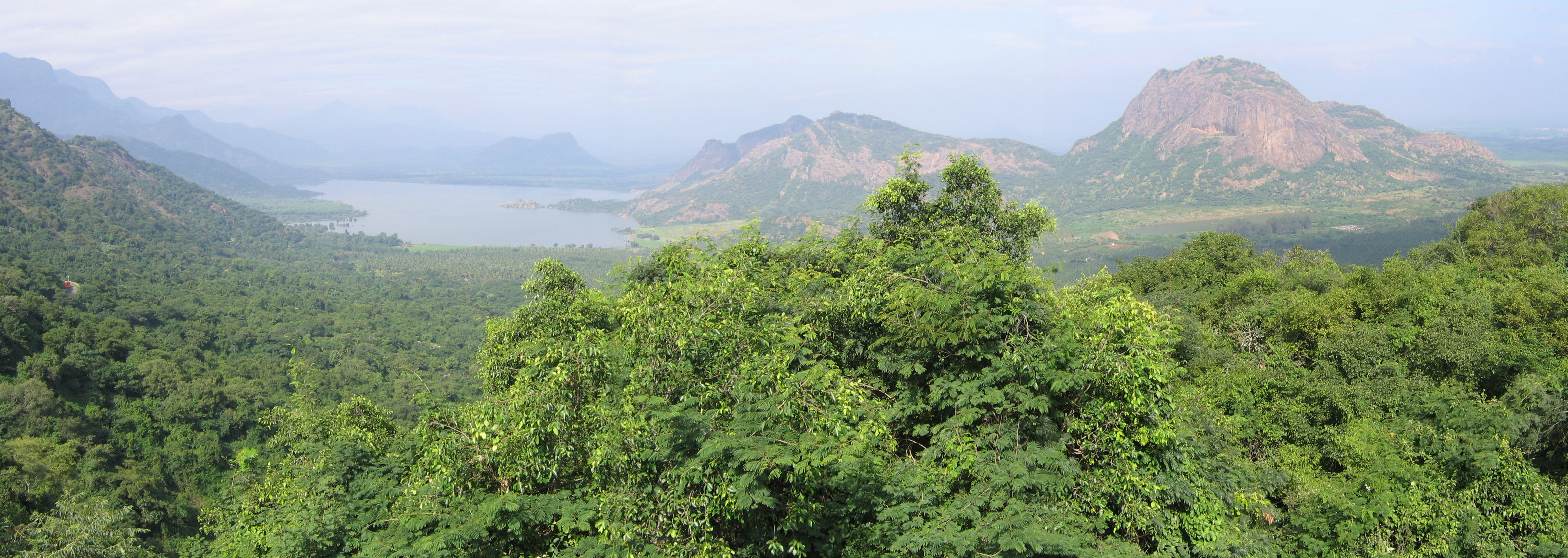

伯爾尼丘陵是印度的丘陵，位於該國南部泰米爾納德邦，屬於西高止山脈的一部分，長70公里、寬23公里，面積約2,000平方公里，最高點海拔高度2,553米。

## 外部連結
- Vattakanal Conservation Trust,（页面存档备份，存于）
- Wildlife Conservation Group of Palani Hills（页面存档备份，存于）
- Palni Hills Conservation Council（页面存档备份，存于）
- "On the danger list", Frontline, August 2, 2003
- Palani Tourism

10°12′N 77°28′E / 10.200°N 77.467°E